# Obalna sekvoja
Obalna sekvoja (znanstveno ime Sequoia sempervirens) je velik, pokončen zimzelen iglavec, ki je domoroden na zahodni obali ZDA. Drevesa te vrste so izjemno dolgoživa, saj lahko dosežejo starost med 1.200 in 1.800 let ali celo več.

## Opis
V višino običajno doseže med 25 in 35 m, lahko pa tudi do 115 m, deblo pa ima premer med 7 in 9 m. Krošnja je stožčasta in relativno ozka. Lubje je grobo, zelo debelo (lahko tudi preko 30 cm), relativno mehko, in vlaknasto. Običajno je rdeče-rjave do sive barve. Veje so vodoravno razprte do rahlo povešene. Iglice so ploščate, črtalaste (dolge med 1,5 do 2,5 cm), trde, gladke in temno zelene barve. Spodaj imajo dve vzdolžni srebrno-beli črti. Cvetovi so zbrani v ovalnem socvetju in so precej neopazni. Plodovi so okrogli do jajčasti storži, ki v dolžino merijo med 1,5 in 3 cm in so temno rjave barve. 

## Razširjenost
Obalna sekvoja je razširjena na ozkem pasu, dolgem okoli 750 km in širokem med 8 in 76 km vzdolž ameriške pacifiške obale, po čemer je dobila tudi slovensko ime. Na jugu sega do Okrožja Monterey v ameriški zvezni državi Kalifornija, na severu pa do skrajnega dela jugovzhodnega Oregona, najpogosteje na povprečni nadmorski višini med 30 in 750 metri, izjemoma od 0 do 920 metri.  Najbolje uspevajo v gorah, kjer je več padavin. Najstarejša in najvišja drevesa se nahajajo v globokih dolinah in kanjonih ob tekoči vodi. Zelo jim namreč ustreza velika zračna vlaga, ki se v obliki meglic vleče po teh dolinah. Drevesa nad mejo pogoste megle (nad 700 metri) so, zaradi bolj suhe podlage in hladnejšega zraka, nižja in manj mogočna. Poleg tega jih tam izpodrivajo druge drevesne vrste, kot so duglazija, bor in tanoak.